# Logorama
Logorama je francouzský animovaný krátký film, který režírovali François Alaux, Hervé de Crécy a Ludovic Houplain v roce 2009. Snímek měl světovou premiéru na filmovém festivalu v Cannes dne 20. května 2009.

## Děj
V Los Angeles, které se skládá výhradně z log, se dva policisté, kteří vypadají jako Bibendum (maskot značky Michelin), pustí do honičky s obchodníkem se zbraněmi, který vypadá jako Ronald McDonald (maskot McDonald's). Když má bandita nehodu se školním autobusem, zraní dítě (maskot Haribo) a vezme jeho kamaráda (maskot Big Boy) jako rukojmí. Děti se právě vracely z návštěvy zoo, jejímž ošetřovatelem a průvodcem jsou Zelený obr a Mr Proper. Bandita se pak uchýlí do restaurace, kterou provozuje Esso Girl (maskot Esso). Pak dojde k zemětřesení, které zničí město. Esso Girl a Big Boy prchají v policejním autě a skončí uvíznutí na nově vytvořeném ostrově.

## Dabing postav
| Bob Stephenson      | bandita Ronny / policista Mike |
| David Fincher       | řidič kamionu                  |
| Aja Evans           | servírka                       |
| Sherman Augustus    | policista Mitch                |
| Joel Michaely       | uličník / strážce v zoo        |
| Matt Winston        | uličník                        |
| Gregory J. Pruss    | pilot vrtulníku                |
| Josh Eichenbaum     | M&M's                          |
| Jaime Ray Newman    | hlas ženy v rádiu              |
| Andrew Kevin Walker | řidič kamionu                  |

## Ocenění
- César: nejlepší krátkometrážní film; nominace na nejlepší animovaný film
- Cena studentů středních a středních škol na festivalu animovaných filmů Bègles
- Cena za nejlepší krátký film na mezinárodním festivalu krátkých filmů Clermont-Ferrand
- Oscar: nejlepší krátký animovaný film
- Nejlepší krátký film na Mezinárodním filmovém festivalu ve Stockholmu
- Cena Kodak v sekci Semaine de la critique na filmovém festivalu v Cannes
- Cena diváků na mezinárodním festivalu Curtas Metragans
- Cena diváků na mezinárodním festivalu krátkých filmů v Lille
- Zvláštní cena poroty, cena diváků, cena Fuji za nejlepší režii na Mezinárodním festivalu animovaných filmů Cinanima
- Nejlepší počin a cena diváků na filmovém festivalu ve Vendôme
- Zlatá medaile za animaci na Mezinárodním festivalu dokumentárních a krátkých filmů v Bilbau